# Bisanda Buzurg
Bisanda Buzurg is een nagar panchayat (plaats) in het district Banda van de Indiase staat Uttar Pradesh. 

## Demografie
Volgens de Indiase volkstelling van 2001 wonen er 10.568 mensen in Bisanda Buzurg, waarvan 55% mannelijk en 45% vrouwelijk is. De plaats heeft een alfabetiseringsgraad van 49%. 